# Kakmuž
Kakmuž är ett samhälle i Bosnien och Hercegovina.   Det ligger i entiteten Republika Srpska, i den centrala delen av landet, 90 km norr om huvudstaden Sarajevo. Kakmuž ligger 243 meter över havet och antalet invånare är 1 837.
Terrängen runt Kakmuž är huvudsakligen kuperad, men åt nordväst är den platt.Närmaste större samhälle är Orahovica Donja, 4,5 km öster om Kakmuž. 
I omgivningarna runt Kakmuž växer i huvudsak blandskog. Runt Kakmuž är det ganska tätbefolkat, med 83 invånare per kvadratkilometer.